# Jean Baptiste Alexandre Strolz
Jean Baptiste Alexandre Barone di Strolz (Belfort, 6 agosto 1771 – Parigi, 27 ottobre 1841) è stato un generale e politico francese.
Aiutante di Campo di Kléber, Hatry et Moreau, capo di gabinetto del generale francese Andrea Massena durante la campagna d'Italia, governatore della Provincia della Basilicata,, generale nell'Esercito del Regno di Napoli (30 ottobre 1807), aiutante di campo di Giuseppe Bonaparte re di Napoli e re di Spagna, barone del Primo Impero Francese, conte di Spagna e India, membro del Parlamento e della Camera dei Pari di Francia. Si ritirò il 25 luglio 1815. Con il ritorno di Luigi XVIII venne ordinato Chevalier de Saint Louis. Nel 1820 fu richiamalo in servizio, e, dopo la "Rivoluzione di luglio" nel 1830 divenne ispettore generale della Gendarmerie nationale. Con l'ascesa di Luigi Filippo, nel 1831, fu eletto alla Camera dei Deputati, nel 1834 ricevette la decorazione di Grand'Ufficiale della Legion d'Onore, infine, nel 1837 fu nominato pari di Francia.

## Gioventù e famiglia
Nacque come secondogenito al numero 5 di Rue de l'Etuve a Belfort, città situata in una regione di lingua tedesca del Regno di Francia, figlio dell'architetto e Ispettore Reale dei Ponti e delle Strade nella Franca-Contea, Peter Leopold von Strolz, anche conosciuto come Pierre Léon de Strolz, e sua moglie Maria Clara, nata Schmitt. Venne battezzato nello stesso giorno. La famiglia Strolz proveniva dalla piccola nobiltà austriaca. Da giovane il padre di Peter Leopold aveva lasciato la nativa Austria per evitare la carriera ecclesiastica alla quale i suoi genitori lo avevano destinato. Jean Baptiste ricevette la sua prima educazione da un parroco, poi, venne iscritto al collegio all'Abbazia di Masevaux e, successivamente, al ginnasio di Strasburgo. La famiglia di Jean Baptiste aveva una profonda amicizia con la famiglia del generale Jean-Baptiste Kléber. Jean-Martin Burger il patrigno di Jean-Baptiste Kléber, il cui padre era morto in giovane età, era un imprenditore e capomastro e aveva spesso lavorato con Pierre Leon. Il 12 gennaio 1791, Pierre Leon e Kléber furono entrambi chiamati come esperti per il progetto di ristrutturazione dell'Abbazia di Masevaux. I genitori lo avevano preparato a una carriera di avvocato, ma Jean interruppe i suoi studi quando fu richiamato a casa dai suoi genitori nel corso della Rivoluzione Francese. Trovò temporaneamente lavoro come sotto-archivista presso il servizio civile del distretto di Belfort. A causa della Rivoluzione Francese, ebbe inizio nei dintorni della diocesi di Basilea un'attività rivoluzionaria. L'allora regnante principe-vescovo Franz Joseph Sigismund von Roggenbach chiese e ricevette un contingente di truppe austriache al fine di gestire la situazione, mentre il suo vescovo ausiliare Jean-Baptiste Gobell segretamente supportava i rivoluzionari. Il governo rivoluzionario a Parigi vide questo invio come una possibile minaccia per la regione di Belfort, per cui mobilitò la V Divisione francese dislocata a Strasburgo lungo il confine. Annoiato dalla vita civile, nel marzo 1790, Strolz colse l'attimo e si arruolò volontario al servizio del Generale Ferrier du Chalet al comando della truppe regolari e volontarie nella regione di Belfort e un amico dei suoi genitori.  Il generale lo fece lavorare come un aiutante di campo sovrannumerario, ruolo importante in un'epoca in cui tutte le comunicazioni nel campo di battaglia dovevano essere consegnate da corrieri. Dimessosi nel 1791 dopo la crisi, l'inizio delle Guerre rivoluzionarie francesi diede a Strolz l'opportunità di riarruolarsi. Dapprima rifiutato, venne accettato solamente dopo che l'amico di famiglia Jean-Baptiste Kléber, a quell’epoca ispettore degli edifici pubblici a Belfort, che si era appena assicurato per sé un ruolo di tenente-colonnello, insistette affinché Strolz venisse accettato come volontario a patto che i suoi genitori gli potessero fornire un cavallo. A Strolz fu così permesso di arruolarsi l'8 aprile 1793.

## Le guerre rivoluzionarie

### Guerra della prima Coalizione
In qualità di cavaliere dell'esercito rivoluzionario francese durante le campagne del 1793 e 1794 della prima guerra di coalizione, Strolz prestò servizio nel I Reggimento dei Cacciatori a Cavallo, a quel tempo di base a Metz. Combatté nell'Armata della Mosella, armata che subì diverse riorganizzazioni, per essere infine assorbita nell'Armata del Reno. Il 20 aprile 1795 l'Armée du Rhin prese parte alla spedizione in Germania, soprattutto all'assedio di Treviri e alla battaglia di Arlon. Nel 1794 il suo reggimento faceva parte della Brigata di cavalleria del generale Laboissiere nella Divisione Saint-Cyr dell'Armata Francese del Reno. Con l’armata del nord, combatté, nel 1794, tra gli altri alla prima Battaglia di Fleurus. Tra il 1794 e il 1796, la sua reputazione di uomo coraggioso lo condusse all'adesione nell’Armata Sambre-et-Meuse. Dopo essere stato promosso al grado di tenente, l’amico di famiglia generale Kléber lo nominò, nel settembre del 1794, aiutante di campo. Il 26 dicembre 1795, Strolz venne regolarmente assegnato con il grado di tenente al XVI Reggimento dei Cacciatori a Cavallo e venne descritto da Kleber come «un cittadino patriottico, capace e coraggioso» raccomandato per un'ulteriore promozione. L'eloquente Strolz svolse anche le mansioni di segretario particolare del suo Generale e successivamente redasse la maggior parte delle memorie di Kléber sulla Campagna della Vandea. L'Armata di Sambre e Mause composta da 80 000 uomini a quell'epoca già controllava la sponda occidentale del Reno, prima a sud di Nahe e poi a sud-ovest. All'inizio del 1796 Jean-Baptiste Kléber, in passato tenente dell'esercito imperiale tedesco, prese, a nord, il comando dell'ala sinistra dell'esercito. Conoscendo i numeri dei suoi avversari e cosa aspettarsi, si impegno molto ad addestrare la sua truppa, fino a quel momento di poco valore, a causa dei reclutamenti di massa. Nel maggio Kléber accumulò una truppa di 22 000 uomini alla testa di ponte sulla sponda destra del Reno con un campo consolidato nei pressi di Düsseldorf. Il piano era che le truppe principali cingessero d'assedio Magonza, per poi attraversare il Reno verso la Franconia, mentre Kléber avrebbe spinto verso sud, da Düsseldorf, per indurre gli Austriaci a ritirare tutte le loro forze dalla sponda occidentale del Reno per affrontare la carica francese e quindi rendere più facile la mission di Jourdan.
Il 30 maggio 1896, due giorni prima della fine ufficiale dell'armistizio, Kléber ordinò di attraversare il Reno vicino a Düsseldorf. Strolz era al fianco di Kléber nella prima imbarcazione quando si procedette alla traversata sotto intenso fuoco nemico. Come previsto dal piano, Kléber fece la prima mossa, avanzando da Düsseldorf contro il fianco Württemberg dell'esercito imperiale del basso Reno. Il 1º giugno 1796, una divisione delle truppe di Kléber comandata da Francois Giuseppe Lefebvre (dopo 1807: Duc de Dantzig) si impadronì di un ponte sul Sieg strappandolo agli austriaci, Michael von Kienmayer a Siegburg. Anche se all'inizio l'occasione fu favorevole ai francesi, l’armata di Sambre e Meuse fu sconfitta dall'arciduca Carlo nella battaglia di Wetzlar il 15 giugno 1796 e Jourdan non perse tempo per attraversare di nuovo in sicurezza la sponda occidentale del Reno a Neuwied. Kléber, con Strolz al suo fianco, dovette coprire la ritirata. Di seguito, gli Austriaci si scontrarono contro le divisioni di Kléber a Uckerath infliggendo 3 000 perdite ai Francesi e subendone solo 600. Kléber riuscì comunque a ritirarsi in maniera ordinata all'interno delle difese di Düsseldorf. Kléber era un uomo irascibile, la sua tendenza ad attacchi di rabbia era leggendaria. Dopo un violento rimprovero che fece a Strolz a causa di un'improvvida comunicazione avvenuta durante un evento sociale, Strolz, un uomo orgoglioso che conosceva Kléber sin dall'infanzia, rassegnò le dimissioni dal suo servizio rifiutandosi di mangiare alla tavola del suo generale. A quel tempo un tale rifiuto personale era inconcepibile per un subordinato. Kléber in seguito disse che dei buoni aiutanti di campo non si trovano facilmente e presentò le proprie scuse come Cristiano a Strolz, dicendo che le sue azioni fortificavano il carattere. Strolz ha condiviso i compiti di aiutante di campo di Kléber con François-Étienne de Damas e Frédéric Auguste de Beurmann. Chiamati "gli inseparabili" tutti e tre finirebbero le loro carriere come generali. Quando Kléber, nonostante il suo successo, cadde in disgrazia con il Direttorio, venendo rimosso dal suo comando, fino al punto da quasi perdere la testa, il fedele Strolz, il 23 gennaio 1798, venne trasferito al’Armata di Batavie e nominato Aiutante di Campo del Generale Jacques Maurice Hatry e, nel giugno del 1798, promosso a capitano del XVI Reggimento dei Cacciatori a Cavallo. Fu Strolz a chiarire che fu in seguito a una denuncia di Lazare Hoche che Kléber fu sollevato dal comandoː Strolz, infatti vide una lettera compromettente tra le carte di Hoche.
L'Austria firmò il Trattato di Campoformio nell'ottobre del 1798, cedendo il Belgio alla Francia e riconoscendo il controllo francese rivoluzionario sulla zona del Reno e su molta parte dell'Italia. L'antica Repubblica di Venezia venne divisa tra Austria e Francia. Questo concluse la Guerra della Prima Coalizione, nonostante Gran Bretagna e Francia rimanessero in guerra tra di loro.

### Guerra della Seconda coalizione
Dopo che il generale francese Kléber venne nuovamente coinvolto da Napoleone Bonaparte per la campagna d'Egitto, scrisse una lettera a Strolz, offrendogli una posizione nel suo esercito, rinnovandone successivamente l'offerta di persona, ma Strolz rifiutò, dicendo che «combattere i diretti nemici della Francia porta più gloria che combattere lungo le sponde del Nilo». Promosso Capo di Squadrone, corrispondente al grado di Maggiore, il 21 gennaio 1799, Strolz venne trasferito il 16 dicembre 1799 nello staff di Jean Victor Marie Moreau,  Generale Comandante dell’Armata Francese del Reno. Meno di un anno dopo, il trasferimento divenne permanente, quando il 22 novembre 1800, venne ufficialmente nominato Aiutante di Campo di Moreau.
Dopo la vittoria nella Battaglia di Hohenlinden, dove l’esercito della Prima repubblica francese sotto Jean Victor Marie Moreau ottenne una vittoria decisiva contro la Monarchia asburgica, gli austriaci e l'Elettorato di Baviera guidati dall'arciduca Giovanni d'Asburgo-Lorena, Strolz ricevette un encomio per aver attraversato le linee nemiche tre volte durante la battaglia per portare dispacci al Generale Antoine Richepanse che Moreau ritenne decisivo per la vittoria della battaglia. Hohenlinden è 33 chilometri a est di Monaco di Baviera nella moderna Repubblica Federale Tedesca. L’Arciduca Giovanni ordinò al suo esercito demoralizzato di ritirarsi. Moreau avanzò lentamente fino all'8 dicembre 1800. Poi, in 15 giorni, le sue truppe avanzarono 300 km e catturarono 20 000 Austriaci. Il generale di divisione Claude Lecourbe si spostò sul lato delle difese del generale conte Johann Sigismund Riesch a Rosenheim, e il 4 dicembre 1800 giunse fino a Salisburgo dove, il 9 dicembre 1800, l'Arciduca si tenne a distanza da Lecourbe tramite un'efficace azione di retroguardia. Il successo fu solo temporaneo, con una serie di veloci azioni Francesi a Neumarkt am Wallersee, Frankenmarkt, Schwanenstadt, Vöcklabruck, Lambach e Kremsmünster nel corso della settimana seguente la ritirata dell'esercito austriaco perse coesione. Richepanse si distinse grandemente nell'inseguimento. Il 17 dicembre 1800, quando l'Arciduca Carlo sostituì suo fratello John, l'esercito austriaco si era ridotto praticamente ad un pugno di uomini. Con le forze francesi a 80 chilometri da Vienna, Carlo richiese un armistizio, successivamente concesso il 25 dicembre 1800.  Dopo essere stato costretti a una disastrosa ritirata, gli alleati furono obbligati a richiedere un armistizio che effettivamente concluse la Guerra della Seconda coalizione. Nel febbraio 1801, gli Austriaci firmarono il Trattato di Lunéville, accettando il controllo francese fino al Reno e le Repubbliche fantoccio francesi in Italia e nei Paesi Bassi. Il seguente Trattato di Amiens tra la Francia e la Bretagna diede inizio alla più lunga pausa delle guerre durante il periodo napoleonico. Quando la pace venne dichiarata, Strolz chiese e ottenne il 24 agosto 1801 di essere trasferito come Capo di Squadrone, corrispondente al grado di maggiore, al XVI Reggimento dei Cacciatori a Cavallo, il reggimento di cui faceva nominalmente parte già dal 1798. Il 29 ottobre 1803 (6 Brumaio XII) Strolz venne promosso al nuovo grado appena creato, di maggiore di cavalleria, l'equivalente di un tenente colonnello nel XIX Reggimento dei Cacciatori a Cavallo. Il 25 marzo 1804 venne promosso a Cavaliere della Legione d'Onore con la matricola numero 13446.

### Guerra della Terza Coalizione - servizio nell'Armata d'Italia
Il 26 maggio 1805 Napoleone I venne incoronato nel Duomo di Milano con la Corona ferrea. Da quel momento in poi, fino alla sua abdicazione, venne chiamato «Imperatore dei Francesi e Re d'Italia».
Fra le truppe che lo accompagnavano, vi era il XIX Reggimento dei Cacciatori a Cavallo di Strolz entrato in Italia nel marzo del 1805. Essendo stato presente all'incoronazione, il 6 giugno 1805, Strolz venne insignito dell’Ordine della Corona di Ferro e selezionato per il servizio nello staff del Generale, poi Feldmaresciallo Andrea Massena, in qualità di Vice Capo di Staff. Prestò servizio anche come Capo di Gabinetto alla Battaglia di Verona (1805) e di Caldiero (1805), dove la sua brillante guida lo condusse alla promozione sul campo a colonnello il 29 ottobre 1805. Quando la notizia di uno sbarco alleato a Napoli raggiunse Massena nel novembre del 1805, fu Strolz colui che redasse un rapporto dettagliato a Napoleone. Strolz selezionò venti tra i migliori dragoni e passando attraverso un territorio in parte sotto controllo nemico, fino a raggiungere il quartier generale di Napoleone in Germania. Giusto il tempo di portare la notizia e recuperare le forze, il 2 dicembre 1805 combatté la Battaglia di Austerlitz, dove subì ben tredici ferite di lancia, sopravvivendo. Dopo la convalescenza ritornò in Italia con i quattro dragoni rimasti dei venti che avevano lasciato l'Italia con lui. Attraversato nuovamente il territorio nemico, la piccola colonna di Strolz venne fatta prigioniera dalle truppe austriache, ma nottetempo riuscì a fuggire.

## Servizio con Giuseppe Bonaparte nel Regno di Napoli
Una volta ritornato in Germania e riconosciuto come militare tenace, forte e fortunato, Strolz venne nominato nel dicembre del 1805 da Giuseppe Bonaparte, aiutante generale nell'esercito francese in Italia. Trasferito presso lo staff personale del generale, si unì nel febbraio 1806 ai ranghi dell'esercito di Giuseppe Bonaparte, nel Regno di Napoli. Trasferito ufficialmente al servizio di re Giuseppe di Napoli il 25 luglio 1806, descritto come calmo, diligente, orgoglioso, laborioso e di assoluta lealtà, Strolz venne immediatamente incaricato di organizzare e comandare il Reggimento di Cavalleria Leggera delle Guardie Reali con l'uniforme della Guardia Imperiale. L'insurrezione di un gruppo di rivoltosi fedeli al deposto Re Ferdinando I delle Due Sicilie, portò alla nomina di Strolz quale Governatore della Provincia della Basilicata. La felice conclusione di questa campagna lo vide promosso a Brigadiere Generale nell'Esercito del Regno di Napoli il 30 ottobre 1807.
Venne poi messo al comando di una brigata di fanteria nella pianificata campagna di Sicilia sotto il generale David Maurice-Joseph Mathieu de la Redorte, ma la dominazione britannica nel Mediterraneo, rese impossibile per i Francesi trasportare le truppe in Sicilia per assumere il controllo dell'isola. Il regno di Giuseppe rimase confinato al solo territorio sulla terraferma di Napoli, mentre Ferdinando I delle Due Sicilie continuava a risiedere e a regnare sul Regno di Sicilia.  In seguito alla salita al trono di Napoli, Giuseppe Bonaparte, sulla scia dello spirito innovatore della Rivoluzione Francese, implementò un programma di grandi riforme all'organizzazione e alla struttura dell'antico e feudale Regno di Napoli. Presto molto amato dalla popolazione, diede al paese la sua prima costituzione, il 2 agosto 1806 decretò l'abolizione del feudalesimo, ordinando l'abolizione di tutti i diritti e i privilegi della nobiltà.
Il 20 maggio 1808 Strolz venne ufficialmente nominato Grande Scudiero e Aiutante di Campo del Re Giuseppe di Napoli e avanzò al grado di Commendatore dell'Ordine delle Due Sicilie.
Suo cugino, anch'egli chiamato Jean-Baptiste, ufficiale di artiglieria e figlioccio della madre di Strolz, lo seguì prima a Napoli e venne nominato Colonnello e Ufficiale in Comando dell'Artiglieria delle Guardie Reali di Napoli e più tardi in Spagna dove venne fatto Colonnello Comandante dell'Artiglieria delle Guardie del Re di Spagna il 20 dicembre. Jean-Baptiste Strolz nato il 4 giugno 1770 a Belfort, arruolatosi il 26 dicembre 1786, tenente il 1º agosto 1793, capitano il 2 luglio 1795, passato di servizio a Napoli il 1º agosto 1806, capo di battaglione comandante d'artiglieria della Guardia del Re di Napoli il 9 novembre 1807, colonnello comandante d'artiglieria della Guardia del Re di Spagna il 20 dicembre 1809; rientrato in servizio in Francia con il grado di capo di squadrone il 2 dicembre 1813, confermato colonnello il 10 gennaio 1814, ritiratosi il 21 dicembre 1815, deceduto il 3 luglio 1828.

## Servizio con Giuseppe Bonaparte in Spagna
Nel novembre 1807, una forza combinata franco-spagnola occupò il Portogallo. Napoleone era al comando di circa 100 000 militari di stanza in Spagna. Il 19 marzo 1808 una rivolta popolare al Motín de Aranjuez, denominata in seguito, Rivolta di Aranjuez, al palazzo d’inverno Aranjuez, costrinse il Re Carlo IV ad abdicare in favore di suo figlio Ferdinando VII di Spagna. Il deposto re si rivolse a Napoleone per chiedere aiuto e il 23 marzo 1808, le truppe di Joachim Murat occuparono Madrid. Convocati al cospetto di Napoleone a Bayonne nell'aprile del 1808, entrambi i re Borbone furono fatti abdicare e la dinastia di Spagna venne deposta. Napoleone allora ordinò che Murat, ancora accampato a Madrid, di convocare il Consiglio Generale della Castiglia, il Consiglio di Governo e il Consiglio della Municipalità di Madrid per decidere sul futuro re. I membri di quegli organi legislativi, tutti buoni cattolici e tutti a quell'epoca nelle mani di Murat, espressero il desiderio di scegliere lo scomunicato massone Giuseppe Bonaparte quale loro nuovo re e inviarono una delegazione di distinti gentiluomini per esprimere tale loro desiderio all'Imperatore.
Il 6 giugno 1808 Napoleone fece questa scelta piuttosto conveniente per l'ambizioso Murat proclamando suo fratello Re di Spagna. Questo avvenne senza che quest'ultimo ne fosse a conoscenza mentre si trovava con il suo distaccamento di guardie comandato da Strolz, ancora sulla via di Bayonne, dove suo fratello lo aveva convocato. Napoleone incontrò Giuseppe sulla strada e poco prima di Bayonne lo convinse. Su insistenza di Napoleone accettò il trono di Regno di Spagna, lasciando riluttanza il Regno di Napoli niente di meno che a Joachim Murat, marito di sua sorella Carolina Bonaparte. Murat, che, dopo la rivolta del 2 maggio 1808 a Madrid aveva ovviamente compreso quanto fosse spiacevole la situazione per un regnante francese, aveva precipitosamente lasciato la Spagna, giustificandosi per la sua cattiva salute, e giungendo a Bayonne in tempo per ottenere un regno per sé e per sua moglie, ambiziosa quanto lui.
Il 15 luglio 1808, Strolz lasciò il servizio del Regno di Napoli e si unì all'Esercito del Regno di Spagna. Venne nuovamente nominato Aiutante di Campo di Giuseppe Bonaparte, ora chiamato Re Josè I di Spagna. Aspetto interessante, Giuseppe Bonaparte, regolarmente iscritto a una loggia massonica e avvocato di formazione, scelse per il suo regno, un gran numero di funzionari con simpatie repubblicane, i quali non furono affatto contenti della trasformazione del consolato a vita in impero ereditario, e Strolz era tra questi. Il 12 luglio 1808 Strolz entrò a Madrid con il suo Re. L’arrivo di Giuseppe scatenò la rivolta Spagnola contro il regnante francese e l'inizio della Guerra Peninsulare. Poco più di due settimane dopo, il 29 luglio 1808, Strolz dovette coprire la ritirata di Giuseppe dalla città a causa di un'altra insurrezione popolare. Giuseppe si ritirò temporaneamente con la maggior parte dell'esercito francese nel nord della Spagna. Sentendosi in una posizione insostenibile, propose la propria abdicazione al trono spagnolo, sperando che Napoleone avrebbe decretato il suo ritorno nel ben più gradito trono napoletano. Napoleone liquidò su due piedi i timori di Giuseppe, e, per fornire aiuto agli inesperti soldati inizialmente inviati in Spagna, l’Imperatore mandò numerosi rinforzi francesi per assistere Giuseppe allo scopo di mantenere la sua posizione di Re di Spagna. Nonostante la riconquista di Madrid e il controllo nominale del governo di Giuseppe su molte città e province, il re e i suoi seguaci non ottennero mai un controllo completo sul paese. Nonostante Giuseppe abolì l'Inquisizione Spagnola il 4 dicembre 1808 introducendo una costituzione modellata su quella che aveva dato a Napoli, la popolazione spagnola rifiutò il suo re straniero e senza Dio. Il fuoco della ribellione continuò ad ardere, ci fu una costante perdita di uomini e materiali a causa della guerriglia pro-Borbone. Nominato Primo Scudiero della Casa Reale di Spagna, con decreto del 5 dicembre 1809, Strolz era noto per guidare efficacemente i cavallerizzi reali, con assoluta puntualità e totale intolleranza verso qualunque forma di intrigo o nepotismo.  La natura della Guerra Peninsulare faceva sì che la posizione di Strolz non fosse un comodo incarico al quartier generale. Prestò servizio sotto Giuseppe I in tutte le campagne in Spagna e si distinse quale ufficiale comandante di una brigata di cacciatori a cavallo nella battaglia di Alcabou e Almonacid. L'8 novembre 1808, Strolz venne decorato da Napoleone per il suo coraggio nella battaglia di Espinosa de los Monteros.
La campagna francese si rivelò amara quando, come parte del piano generale per liberare la penisola spagnola dall'influenza napoleonica, le 20 000 truppe inglesi del generale Arthur Wellesley, I Duca di Wellington avanzarono in Spagna, tra il 27 e 28 luglio 1809, per unirsi alle 30.000 truppe spagnole sotto il generale Cuesta. Marciando fino alla valle del Tago, a Talavera de la Reina, a circa 120 km a sud ovest di Madrid, si scontrarono con 46.000 francesi nominalmente condotti dal francese re di Spagna Giuseppe Bonaparte con il suo consigliere militare, il Maresciallo Jean-Baptiste Jourdan, il quale esercitava il comando sulle forze del Feldmaresciallo Claude-Victor Perrin, I Corpo e del Maggior Generale Horace Sébastiani, barone di Sebastiani IV Corpo. Il 28 luglio 1808 Strolz comandava una brigata di cavalleria nella divisione di cavalleria leggera del generale Christophe Antoine Merlin. Dopo la sconfitta del principale attacco francese, alla brigata di cavalleria del generale Sir George Anson, ufficiale dell'esercito britannico, nato nel 1769, fu dato l'ordine di indietreggiare ulteriormente, per circondarli e catturare quante più truppe francesi possibili. Quando la cavalleria Portoghese-Inglese provò a portare un attacco sul fianco, fu proprio la brigata di cavalleria leggera del generale Strolz, condotta da lui personalmente, che attese gli attaccanti e li respinse.
Gli uomini di Strolz quel giorno erano il X Reggimento di Cacciatori a Cavallo condotto dal Colonnello Jacques-Gervais de Subervie e il XXVI Reggimento di Cacciatori a Cavallo condotto dal colonnello Jacques-Laurent-Louis Augustin Barone de Vial. Insieme con la Brigata del colonnello François Leon Ormancey con il Reggimento di Lanceri della Vistola Polacca e del Reggimento di cavalleria leggera Vestfalia, riuscirono nel circondare i britannici del XXIII reggiomento dei Dragoni Leggeri e quindi, responsabili di uno dei pochi successi francesi durante questa battaglia di Talavera.
Il XXIII reggimento dei Dragoni Leggeri perse tra uccisi e feriti, 102 uomini, e altri 105 vennero catturati. Solo una manciata di cavalieri riuscì a fuggire, mentre il resto del reggimento dovette essere rinviato in Inghilterra per essere rimesso in forze. Questa azione di successo contribuì alla liberazione francese dal nemico. Il re Joseph e il maresciallo Jourdan vennero aspramente criticati da Napoleone per non avere utilizzato le riserve e quindi rendendo la vittoria impossibile.
Il 30 agosto 1809 re Giuseppe scrisse a Napoleone: 
(...)il Generale Strolz, mio aiutante di campo, ebbe la buona fortuna di comandare la brigata che catturò il 23º Reggimento di cavalleria inglese. Prego la vostra Maestà di nominarlo ufficiale della Legione d’onore, egli è già membro della Legione; questa è una ricompensa che egli apprezzerà più di qualsiasi altra che gli potrebbe essere data. Egli è lo stesso Ufficiale che vostra Maestà incaricò di compiere una ricognizione al momento dell’arrivo a Vittoria e che, rendendo conto a vostra Maestà a Burgos meritò che Voi diceste a me di lui «C'è un ufficiale del tipo giusto». Egli lo ha dimostrato nella battaglia di Alcabou, a Talavera e a Almonacid. Sire, il vostro più devoto ed affezionato fratello, Giuseppe».
Strolz non ricevette la decorazione per la quale Giuseppe Bonaparte lo aveva raccomandato fino al 1814, ma venne nominato barone dell’Impero Francese con lettere patenti del 15 giugno 1810, avanzato il 18 giugno 1810 a Gran Croce dell'Ordine Reale di Spagna, ricevendo in dono una somma di 2 milioni di reali spagnoli. Come Maresciallo di Campo e Primo Scudiero del Re, il 15 febbraio 1811 venne promosso tenente generale nell’Esercito del Regno di Spagna.. Inoltre venne promosso lo stesso giorno ad uno dei soli due Gran Cordoni dell'Ordine Reale di Spagna insignito da Re Giuseppe. Strolz fu spesso responsabile della consegna di lettere personali tra Giuseppe e sua moglie, e, in una di esse, scritta a Madrid, e datata 19 ottobre 1811, Giuseppe non solo le chiese a proposito della sua salute, ma le diede istruzioni su come ritirare un milione di franchi promessigli da Napoleone e per essere certo che lei stessa ricevesse sussidi sufficienti per vivere in linea con il suo nuovo status di Regina, incaricando Strolz di consegnarle il denaro.
Nel luglio 1812, dopo la battaglia di Salamanca, la casa reale dovette evacuare da Madrid a causa dell'entrata dell'esercito di Wellington del 12 agosto 1812, stabilendosi a Valencia.
Il 26 dicembre 1812, il giorno del primo martirio della cristianità, re Giuseppe nominò Strolz Conte de Talavera de la Reyna. Con il regno di Giuseppe sull’orlo del collasso, il gesto del re era piuttosto un segno di riconoscimento per un ufficiale leale ed un amico fedele piuttosto che un fatto in sé e per sé. Strolz declinò perfino il feudo che gli veniva offerto insieme al relativo onore. Egli, al pari del suo amico Joseph Léopold Sigisbert Hugo non provò mai a chiedere il riconoscimento del titolo in Francia.

## Ritorno in Francia, servizio con Giuseppe Bonaparte, fino alla prima abdicazione di Napoleone
Nel 1812, indebolito dalle sue perdita in Russia, Napoleone ritirò circa 20 000 truppe dalla Guerra Peninsulare in corso per rinforzare la sua posizione in Europa centrale, il che lasciò le sue forze spagnole deboli e vulnerabili agli attacchi degli anglo-spagnoli-portoghesi. Il 17 marzo 1813, re Giuseppe Bonaparte di Spagna, con Strolz al suo fianco, iniziò la ritirata dalla Spagna, un chiaro segno di perdita di controllo. Arthur Wellesley, Duca di Wellington, condusse un esercito forte di 123 000 uomini attraverso il nord della Spagna, prendendo Burgos a fine maggio 1813, e sconfiggendo decisamente Jean-Baptiste Jourdan nella battaglia di Vitoria. Il 21 giugno 1813, il maresciallo Jean-de-Dieu Soult non fu in grado di cambiare il corso degli eventi nella battaglia dei Pirenei, condotta tra il 25 luglio e il 2 agosto 1813. Così Re Giuseppe abdicò dal trono di Spagna. Strolz rimase al suo fianco come suo aiutante di campo e, il 1º luglio 1813, fu teoricamente convertito al suo ultimo grado Francese, ovvero a colonnello, ma gli fu consentito di indossare l'uniforme di Brigadiere Generale. Nell'autunno del 1813, Napoleone, aspettandosi di vincere la Guerra, rifiutò le proposte di Francoforte da parte degli Alleati, proposte che gli avrebbero consentito di restare sul trono di Francia come Imperatore. Durante gli ultimi mesi del 1813 e nel 1814 Wellington guidò l'esercito della Penisola fino a sud-ovest della Francia e combattendo un numero di battaglie contro i marescialli Soult e Suchet. Il 10 gennaio 1814 Napoleone permise a suo fratello di continuare a usare il titolo di Re Giuseppe unitamente al rango e ai privilegi di un Principe di Francia accordandogli il rango e il titolo di Regina alla moglie di Giuseppe. In partenza per combattere gli Alleati, lasciò suo fratello a governare Parigi con il titolo di Reggente e Tenente Generale dell'Impero, Comandante in Capo della Guardia Nazionale, durante la campagna conclusiva della Guerra della Sesta Coalizione.  Questo significava che Giuseppe, con Strolz al suo fianco come aiutante di campo fosse al comando nominale dell'esercito francese nel corso della battaglia di Parigi, del 1814. Il 21 gennaio 1814, Strolz fu promosso Maggiore Generale dell'esercito imperiale con data di decorrenza 1º luglio 1813. All'inizio del febbraio 1814 Napoleone combatté la sua Campagna dei Sei Giorni nella quale vinse numerose battaglie contro forze nemiche numericamente superiori che stavano marciando su Parigi. Giuseppe, più uomo di lettere che un uomo di spada, nonostante tutto era pessimista.
Con le cupe prospettive appena dietro l'angolo, Giuseppe inviò mandò Strolz il 13 febbraio 1814 in una missione di ricognizione lungo i canali Loing e Moret per incontrarsi con il generale Pajol il quale era incaricato di controllare i ponti di Nemours e Moret, bloccare la marcia degli alleati su Parigi e raccogliere informazioni per decidere se inviare truppe a Fontainebleau. Strolz ritornò con cattive notizie, la linea di difesa francese era stata spezzata a Bray, la città di Sens e quindi perso il fiume Yonne, si riteneva quindi necessario difendere i forti di Fontainebleau.
Cosa interessante, fu solo il 21 febbraio 1814 con effetti retroattivi al 1º luglio 1813 che Strolz venne ufficialmente nominato di nuovo aiutante di campo di Giuseppe Bonaparte e promosso contestualmente brigadier generale. Giuseppe ovviamente considerava Parigi ormai persa e inviò Strolz a consegnare l’ordine di ritirarsi nella Loira e autorizzò i Marescialli Marmont e Mortier a negoziare con gli Alleati, ovvero lo Imperatore Russo e il Principe di Schwarzenberg. Per queste cose, molti Bonapartisti incolparono Giuseppe per la caduta di Parigi e quindi dell’Impero. Il 30 marzo 1814, durante la battaglia di Parigi, con Napoleone in ritirata e la caduta ormai imminente della capitale, Strolz consegnò a mano gli ultimi ordini di Giuseppe Bonaparte al Maresciallo Marmont sulle alture di Belleville. Verso le ore 17:00 Marmont lo rimandò indietro con un messaggio che affermava l'impossibilità di difendere le alture, se non per altri 30 minuti. Subito dopo si arrese agli Alleati. Nel ricordare quale giorno, Strolz non aveva altro che disprezzo e parole dure per «i Principi che non fecero nulla, eccetto usare i loro diritti per approfittarsi dell’umiliazione della Francia». Dopo il ritorno di Strolz al quartier generale di Giuseppe, il Re, il suo staff e i suoi ministri, lasciarono Parigi e si trasferirono a Saint Cloud per garantire, come ordinato da Napoleone, la sicurezza dell'Imperatrice Marie Louis e del Re di Roma. Fu con il nemico che li inseguiva che attraversarono il ponte sulla Senna, lo distrussero alle loro spalle e fuggirono. il 20 aprile 1814 Strolz era presente all'abdicazione dell'Imperatore Napoleone a Fontainebleau, Giuseppe si era trasferito in Svizzera e acquistò il castello di Prangins vicino al Lago di Ginevra, ove trasferì moglie e famiglia.

## Dopo la prima restaurazione di Re Luigi XVIII
Il 3 maggio 1814 il re Luigi XVIII entrò a Parigi mostrandosi ai suoi sudditi in processione lungo la città e, lo stesso giorno, si stabilì al Palazzo delle Tuileries. Venne chiamato al trono dal Senato di Napoleone a condizione che accettasse una costituzione che comportasse il riconoscimento della Repubblica e dell’Impero, un parlamento bicamerale eletto ogni anno e il tricolore, bandiera del precedente regime. Non appena nominato, Luigi XVIII si oppose immediatamente alla costituzione del senato e accusò il senato di complicità nei crimini di Bonaparte. Luigi replicò con la Carta del 1814 che scioglieva il senato ma comprendeva molte clausole progressiste: la libertà di religione, una legislatura composta da una Camera dei Deputati, paragonabile alla Camera dei Comuni in Gran Bretagna e la Camera dei Pari come camera alta della legislatura come nel Regno Unito. La mossa fu enormemente impopolare e uomini come Strolz, i quali avevano scelto di restare in Francia mentre Re Giuseppe lasciava il Paese, vennero immediatamente estromessi. Luigi XVIII firmò il Trattato di Parigi il 30 maggio 1814. Il trattato dava alla Francia i confini del 1792 che si estendevano all'est del Reno. La Francia non dovette pagare alcuna indennità di guerra e le forze occupanti della sesta Coalizione si ritirarono immediatamente dal suolo francese. Strolz venne messo a riposo con il grado di tenente generale il 10 luglio 1814. Non esattamente un sostenitore dei Re Borbone, Strolz venne comunque fatto cavaliere di San Luigi il 1º novembre 1814, nel tentativo di Luigi XVIII di riconciliare il suo regime con l'élite dell'Impero di Napoleone, così il 9 novembre 1814 ricevette la decorazione di ufficiale della Legione d'Onore mai formalmente assegnata da Bonaparte.

## Cento giorni
Dopo il ritorno a Parigi di Napoleone dall’esilio dell’Isola d’Elba il 20 marzo 1815, suo fratello, sorpreso, lo raggiunse dalla Svizzera passando per Fort l'Écluse. Giuseppe inviò Strolz colto dalle mutate circostanze in Alsazia, sull'altro lato dalla Francia. Incapace di raggiungere Giuseppe immediatamente, egli nondimeno dichiarò la sua fedeltà ai Bonaparte e, il 26 marzo 1815, venne nominato governatore di Strasburgo. Il 21 aprile 1815, Strolz venne riconfermato da Napoleone, tenente generale nell'esercito imperiale francese.  Dopo aver fatto pressioni per un ruolo più attivo, venne nominato, il 7 giugno 1815, Ufficiale in comando della IX Divisione di Cavalleria. La sua divisione, insieme alla X Divisione di Cavalleria sotto il Generale Louis Pierre Aime Chastel e due batterie di artiglieria a cavallo faceva parte della II Corpo a cavallo del generale Remi Giuseppe Isidore Exelmans dell'Armata del Nord di Napoleone. La divisione di Strolz era formata dalla XVI Brigata di cavalleria sotto il maresciallo di campo generale di brigata barone Andre Burthe, il V reggimento dei Dragoni, sotto il colonnello Jean-Baptiste-Antoine Canavas de Saint Armand e il XIII Reggimento dei Dragoni sotto il colonnello Jean Baptiste Saviot. La II Brigata di Cavalleria comandata dal generale di brigata barone Henri-Catherine-Baltazard Vincent formato dal XV Reggimento dei Dragoni sotto il colonnello Claude-Louis Chaillot, il XX Reggimento dei Dragoni sotto il colonnello Armand-Francois-Bon Claude de Briqueville e la IV compagnia di artiglieria a cavallo guidata dal capitano Godet, equipaggiata da armi 70 4x16lb.

### Battaglia di Ligny
Nel pomeriggio del 15 giugno 1815, la cavalleria di Strolz spinse vigorosamente la retroguardia prussiana. I suoi dragoni sconfissero il VI Reggimento Uhlan e inseguì un battaglione di fanteria nei boschi vicino a Gilly in Belgio. Il 16 giugno 1815 i corpi a cavallo di Exelmans tennero il fianco destro nell'ultima vittoria di Napoleone. Sapendo la posizione di 20.000 Prussiani a Gembloux, i comandanti di cavalleria Strolz e Louis Pierre Aime Chastel non furono in grado di interferire con la loro ritirata il 17 giugno 1815, avendo solo 3 000 cavalieri sotto il loro comando.

### Waterloo
Durante la battaglia di Waterloo, la II Divisione di Cavalleria di Strolz combatté nella battaglia di Wavre tenendo il fianco di estrema sinistra sul lato occidentale del fiume Dyle, mentre Chastel controllava il fianco di estrema destra sulla sponda ad est. Ci fu uno scontro a Namur il 20 giugno 1815, nel quale venne coinvolto i XX reggimento dei dragoni del II corpo di cavalleria.

### Rocquencourt e Le Chesnay
Il 1º luglio 1815 la grande armata di Napoleone combatté la sua ultima battaglia a Rocquencourt e Le Chesnay, mentre la II Divisione di Cavalleria di Strolz, tre battaglioni del XLIV Reggimento di Fanteria e mezzo battaglione della Guardia Nazionale cacciava giù la brigata di cavalleria dell'Oberstleutnant Eston von Sohr, annientando i reggimenti del 3 Brandeburgo e del Cinque Ussari di Pomerania. Strolz venne citato nei dispacci del generale Exelmans per il suo coraggio e le sue doti di comando nella battaglia di Velisy e Rocquencourt.

## Dopo la Seconda Restaurazione di Luigi XVIII
Dopo la seconda restaurazione di re Luigi XVIII, il 25 luglio 1815, Strolz a causa della sua vicinanza ai Bonaparte, venne messe a riposo a metà stipendio, e incarcerato come bonapartista durante il Terrore Bianco. Strolz prestò giuramento di fedeltà al re Borbone il 1º dicembre 1816, quando venne contattato da alcuni funzionari per offrirgli impiego nell’esercito del Re Borbone. "La sottomissione al Re è un male necessario per servire la Francia" Da quel momento in poi, il suo nome venne scritto nella variante più vicina al francese «Stroltz» nella maggior parte dei documenti ufficiali. Il suo trasferimento allo Stato Maggiore il 26 gennaio 1820 significò de-fatto una riattivazione. In data 8 novembre 1820 venne nominato Comandante Superiore del Dipartimento di Finistere e della Place di Brest. La nomina venne raccomandata dal tenente generale, poi maresciallo Jacques Lauriston, chiamato a servire come Ministro della Casa Reale mentre era al comando a Brest, per cui aveva nominato Strolz suo successore. Mai completamente considerato affidabile dal governo di restaurazione borbonico a causa delle sue inclinazioni Bonapartiste, nel gennaio 1821, venne messo nuovamente a riposo. Il 21 febbraio 1821 fu ricevuto dal Re Luigi XVIII in udienza privata. Strolz si stabilì in una tenuta a Montrichard, vicino a Nancy, dove allevava cavalli. I suoi giardini era ben noti ed aveva la reputazione di prendersi molta cura dei cigni nei suoi stagni.  Fu in quel luogo che Strolz venne visitato nel maggio del 1822 dal conte Hercules de Serre il quale era stato nominato nel gennaio del 1822 ambasciatore di Napoli e che sarebbe stato presente al congresso di Verona per negoziare, tra i vari punti, l'intervento francese in Spagna che condusse alla riattivazione del Generale. Considerata la sua esperienza nella Guerre Peninsulari di Spagna, venne richiamato in servizio per la Guerra Spagnola del 1823 e assegnato allo staff di Luoise-Antoine, duca di Angoulême, figlio del futuro Re Carlo X. Fu presente alla conquista di Madrid e alla Battaglia del Trocadero. Ovviamente ritornò in Francia nelle buone grazie perché, anche senza aver avuto un comando, egli venne definito «a la suite», rimase con l’intero stipendio, venne promosso a Commendatore della Legione d'Onore il 23 maggio 1825 e venne invitato alla tavola del Re in occasione della visita di Carlo X e del suo successore a Nancy il 15 settembre 1828.

## Dopo la Rivoluzione del 1830
Dopo la Rivoluzione di Luglio del 1830, il nuovo Re Luigi Filippo di Francia, cresciuto con gli ideali della rivoluzione francese che dominava in modo semplice, evitando la pompa e le spese sfarzose dei suoi predecessori e che aveva bisogno di uomini affidabili, riattivò Strolz che conosceva bene da due visite a Mont Richard il 1º settembre 1830 con il grado di tenente generale di cavalleria e Ispettore dei Carabinieri.  La scelta fu sostenuta dal Maresciallo Etienne Maurice Gerard, uno dei vecchi amici di Strolz. Enormemente popolare a Belfort, Strolz venne eletto come candidato per le elezioni parlamentari del 1831 e fu eletto Membro del Parlamento (deputato) il 5 luglio come membro del V Collegio dell'Alto-Reno (Belfort). Ricevette 80 voti su un totale di 156, da un elenco di 171 iscritti alle liste elettorali, contro i 68 del suo concorrente, Frederic Japy.
Nel suo discorso, molto acclamato, promise di appoggiare un governo rappresentativo e una monarchia strettamente costituzionale.  Strolz fu deputato della regione dell'Alto-Reno dal 1831 al 1837, pur rimanendo in servizio attivo. Sorprese il pubblico parlando spesso contro la bozza, definendola una misura non necessaria in tempi di pace e prendendo decisamente posizioni pro repubblicane.  Tra il 1832 e il 1835 fu membro della Commissione Parlamentare per le pensioni militari. Aveva un forte interesse per i temi storici e sociali e venne nominato Membro Corrispondente, Membro Corrispondente di Seconda Classe, Storia delle Lingue e delle Letterature, Istituto Storico di Francia. Il 15 gennaio 1833 venne nominato Membro della Società Francese di Statistica Universale, mentre nel 1834 fu tra i Primi Firmatari degli studi sociali "Economia Politica cristiana o Ricerche sulla natura e sulle cause della povertà in Francia ed in Europa". Dotato di un ben noto senso pratico, Strolz venne rieletto il 21 giugno 1834 con 116 voti su 186 da un elenco di 213 aventi diritto al voto contro il suo concorrente M. Roman il quale ricevette 65 voti. Il 18 agosto 1834 venne promosso Grand Ufficiale della Legione d'Onore. Non si candidò per la rielezione nel 1837 decidendo di ritirarsi. Molto meno presuntuoso e vanitoso di molti suoi contemporanei più appariscenti, non si vantò mai delle sue passate azioni, facendo sì che il suo nome venisse dimenticato dalla lista ampiamente pubblicata dei nomi di generali destinata all'Arco di Trionfo. Strolz si impuntò e il 5 agosto 1836 richiese per iscritto che il suo nome venisse iscritto sull'Arco di Trionfo a Parigi fornendo la documentazione a supporto. La sua richiesta venne accolta ed una scusa per la distrazione venne inviata dal comitato responsabile. Il suo nome può essere trovato nella colonna 22. L'11 gennaio 1837 re Luigi Filippo accettò la domanda di pensionamento di Strolz presentata il 29 dicembre 1836. Il 31 maggio 1839 inviò una lettera alla 48ª Assemblea Generale dell'Istituto Storico e informò il Presidente, conte Le Peletier d'Aunay che egli era troppo malato per esprimere una sua opinione sull'Annuario storico militare del capitano Sicard. Il 15 agosto 1839 venne inserito per l'ultima volta nella lista delle Riserve dello Staff Generale, e fu nominato un pari di Francia, dal re nello stesso anno.

## Matrimonio e figli
Il 28 aprile 1818, sposò Rose Eleonore Virginie Luoise. La coppia ebbe quattro figli, due maschi e due femmine. Entrambi i maschi divennero ufficiali, il suo secondo figlio successivamente optò per la carriera diplomatica.

## Morte
Morì il 27 ottobre 1841, all'età di 70 anni, nel suo appartamento in Rue du Cherche-Midi 14 a Parigi, lasciando moglie e figli. A causa del clima estremamente caldo il suo funerale ebbe luogo solo due giorni più tardi, venerdì 29 ottobre 1841. I giornalisti notarono che, a causa del breve preavviso, solo il personale in pensione come il colonnello Narcisee-Pericles Rigaux, figlio del Generale Antoine Regaux era presente e che nemmeno lo Staff Generale, né la Camera dei Deputati, né la I Divisione inviarono una delegazione o delle corone di fiori al funerale dell'uomo che era stato chiamato il Nestore dei Generali dell'Esercito Francese. È sepolto al cimitero di Montparnasse a Parigi (14°), la sua tomba è nella divisione 15, via dell'Ovest, fila due.

## Distinzioni
- Strolz è uno dei 660 ufficiali che hanno inciso i loro nomi sull'Arco di Trionfo di Parigi. Il suo nome può essere trovato sulla colonna 22.[123][135]
- A Belfort, sua città natale, una strada prese il suo nome, la "Rue du Général Strolz"[147]
- Cavaliere della Legione d'Onore (5 germinali e XI) (25 marzo 1804) (matricola n. 13446)[34][35]
- Cavaliere dell'Ordine della Corona di Ferro Regno d'Italia (6 giugno 1805)
- Cavaliere dell'Ordine dello Speron d'oro e Conte Palatino (Comes palatinus sacri Palarti Aulaeque Lateranensis) (2 febbraio 1807 - Candelora).[148]
- Commendatore dell'Ordine delle Due Sicilie (19 maggio 1808)[45]
- Gran Croce dell'Ordine Reale di Spagna (18 giugno 1810)[104]
- Grand-Cordone dell'Ordine Reale di Spagna (15 febbraio 1811)[104]
- Cavaliere di San Luigi (1º novembre 1814)[104]
- Ufficiale della Legione d'Onore (9 novembre 1814)[35]
- Commendatore della Legione d'Onore (23 maggio 1825)[35]
- Grand Ufficiale della Legione d'Onore (18 aprile 1834)[35]

## Gradi, promozioni e attività
- Marzo 1790: Volontario (engagé volontaire), Aiutante a Generale de Ferrier du Chatelet, generale e comandante di tutte le truppe regolari e volontarie nella regione di Belfort.[13]
- 8 aprile 1793: Cacciatore a cavallo (Reggimento dei Cacciatori a Cavallo)[16]
- 22 settembre 1794: Nominato tenente e aiutante di campo del generale Kléber[16]
- 26 dicembre 1795: Promosso tenente nel XVI Reggimento dei Cacciatori a Cavallo, descritto da Kléber come un cittadino patriota, capace e coraggioso, raccomandato per ulteriore promozione[149]
- 24 maggio 1797 (5 pratile V): Valutato come eccellente cavaliere, uomo coraggioso e ufficiale molto intelligente e Aiutante di Campo del generale Francois-Giuseppe Lefebre (1755-1820))[150]
- 2 gennaio 1798: Aiutante di Campo del generale Hatry
- 23 giugno 1798: Capitano del XVI Reggimento dei Cacciatori a Cavallo.
- 21 gennaio 1799 Chef d'Escadron, equivalente a maggiore del XVI Reggimento dei Cacciatori a Cavallo)
- 29 ottobre 1803 (6 brumaio XII): Tenente colonnello del XIX Reggimento dei Cacciatori a Cavallo)
- Sottocapo di Stato Maggiore dell'Armata d'Italia, capo di stato maggiore dell'esercito italiano di Napoleone
- 29 ottobre 1805: promozione del campo di battaglia a colonnello a Verona[38]
- 2 dicembre 1805: partecipa alla battaglia di Austerlitz, riceve tredici ferite da lancia in carica, sopravvive[40]
- Dicembre 1805: nominato aiutante generale di Giuseppe Bonaparte[1]
- 25 luglio 1806: nominato dallo staff personale di Giuseppe Bonaparte, ora re Giuseppe di Napoli, incaricato di organizzare e comandare il Reggimento dei Chevaux Légers delle Guardie Reali[41]
- 1807: nominato Governatore della Provincia di Basilicata, con il compito di combattere i ribelli fedeli al re Ferdinando[1]
- 30 ottobre 1807: promosso a Generale di Brigata nell'esercito del Royaume des Deux Siciles[1]
- 20 maggio 1808: Grande scudiere e aiutante di campo del re Giuseppe di Napoli
- Luglio 1808: trasferito al servizio del Regno di Spagna di Giuseppe Bonaparte
- 12 luglio 1808: entra a Madrid con re Giuseppe, deve coprire il ritiro del re dalla città il 29 luglio
- 8 novembre 1808: Citato per Bravery nella Battaglia di Espinosa de los Monteros di Napoleone
- 22-28 luglio 1809: Battaglia di Talavera de La Reyna, comandante di una brigata di cavalleria, citata per coraggio.[68]
- 9 agosto 1809: battaglia di Almonacid
- 11 settembre 1809: riceve un dono da due milioni di re dal re Giuseppe[151]
- 15 giugno 1810: Barone dell'Impero Francese, brevetto di lettere del 15 giugno 1810
- 15 febbraio 1811: Tenente Generale nell'esercito del Regno di Spagna come Maresciallo di Campo e Primo Cavaliere del Re.[78][152]
- 6 settembre 1812: Nominato insieme al Conte Melito e ai generali Merlino e Lucotte come gli uomini che nel luglio 1812 favorirono il sostegno dell'Armata di Portogallo.[153]
- 26 dicembre 1812: creato Conte de Talavera de la Reyna dal re José I.
- 1º luglio 1813: il ritorno in Francia con il re Giuseppe, è tornato all'ultimo grado francese, generale di brigata, i titoli spagnoli non sono mai stati riconosciuti.
- 21 gennaio 1814: confermato come maggiore generale nell'esercito imperiale francese con data di rango 1º luglio 1813.[96]
- 13 febbraio 1814: missione di ricognizione per Giuseppe Bonaparte lungo i canali di Loing e Moret per incontrarsi con il generale Pajol e ottenere informazioni per la decisione di inviare truppe a Fontainebleau.
- 13 febbraio 1814: ritorno con cattive notizie, linea spezzata a Bray, Sens perso, difesa di Fontainebleau necessaria.[89]
- 21 febbraio 1814: ufficialmente riorganizzato Aide de Camp di Giuseppe Bonaparte in Francia e nominato Brigadier Generale, datato al 1º luglio 1813[90]
- 21 febbraio 1814: Strolz nomina il capitano Jean Thomas Rocquancourt come il suo aiutante di campo[154]
- 30 marzo 1814: Consegna a mano gli ultimi ordini di Giuseppe Bonaparte a Maresciallo Marmont sugli Hauteurs de Belleville durante la Battaglia di Parigi
- 20 aprile 1814: Presente all'abdicazione dell'imperatore Napoleone a Fontainebleau[96]
- 10 luglio 1814: iscritto alla lista dei pensionati con il grado di tenente generale
- 26 marzo 1815: Nominato governatore di Strasburgo da Napoleone[16]
- 21 aprile 1815: Confermato da Napoleone come tenente generale dell'armata imperiale francese[107]
- 7 giugno 1815: Nominato ufficiale in comandi della IX Divisione di Cavalleria[109]
- 1º luglio 1815: Menzionato del generale Excelmans per coraggio e capacità di commando durante le battaglie di Velisy e Roquencourt.[96][155]
- 25 luglio 1815: iscritto alla lista delle pensioni a metà del salario
- 1815: incarcerato come bonapartista durante il terrore bianco.
- 26 gennaio 1820: trasferito allo stato maggiore generale.[117]
- 8 novembre 1820: Comandante Superiore del Dipartimento Finistère e della piazza di Brest con Rocquancourt e suo Aiutante di Campo.[156]
- 31 gennaio 1821: mettere sulla lista dei pensionati
- 1823: Ritorna al servizio attivo per la guerra di Spagna del 1823, assegnato allo staff del Corpo di Luigi-Antoine, duca di Angoulême, figlio del futuro re Carlo X, presente alla conquista di Madrid e alla battaglia del Trocadéro.[121]
- 15 settembre 1828: Invitato al tavolo del re in occasione della visita di Re Carlo X e il suo successore Delfin a Nancy[122]
- 1º settembre 1830: Ritorna al servizio attivo come luogotenente generale di cavalleria[16] e ispettore generale della gendarmeria francese[16]
- Dal 1831 al 1837 fu membro del Parlamento (Député) per la regione dell'Alto Reno[126]
- Dal 1832 al 1835 fu membro della commissione parlamentare delle Pensioni Militari.[157]
- 1833: Institut Historique, Membre Correspondant de la II Classe - Histoire des langues et des littératures[131]
- 1834: Primo abbonato di Economie Politique Chrétienne ou Recherches sur la Nature e le Cause del Pauperismo in Francia e in Europa[132]
- 5 agosto 1836: Strolz chiede che il suo nome venga messo sull'Arco di Trionfo a Parigi[158]
- 11 gennaio 1837: il re Luigi Filippo accetta la pensione di Strolz consegnata il 29 dicembre 1836[136]
- 15 agosto 1839: inserito nell'elenco delle Riserve dello Stato Maggiore,[78] e fu nominato un pari di Francia[123] dal re nello stesso anno.[137][138]

## Distinzioni
- Strolz è uno dei 660 ufficiali che hanno inciso i loro nomi su Arc de Triomphe a Parigi. Il suo nome può essere trovato sulla colonna 22.[159]
- A Belfort (90000), la sua città natale, una strada prese il suo nome, la "Rue du Général Strolz"[160]
- Cavaliere della Légione d'Onore (5 germinali e XI) (25 marzo 1804) (matricola n. 13446)[35][161]
- Cavaliere dell'Ordine della Corona di Ferro Regno d'Italia (6 giugno 1805)
- Commendatore dell'Ordine dei Due Sicilie (19 maggio 1808)[45]
- Gran Croce dell'Ordine Reale di Spagna (18 giugno 1810)[104]
- Grand-Cordone dell'Ordine Reale di Spagna (15 febbraio 1811)[104]
- Cavaliere de Saint Louis (1º novembre 1814)[104]
- Ufficiale della Legione d'Onore (9 novembre 1814)[35]
- Commendatore della Legione d'Onore (23 maggio 1825)[35]
- Grand Ufficiale della Legione d'Onore (18 aprile 1834)[35]
- [138][162]